# Albia, Iowa
Albia là một thành phố thuộc quận Monroe, tiểu bang Iowa, Hoa Kỳ. Năm 2010, dân số của thành phố này là 3766 người.

## Dân số
Dân số qua các năm:
- Năm 2000: 3706 người.
- Năm 2010: 3766 người.